# Kathavatthu
Kathavatthu (pāli: Kathāvatthu; pol.: Punkty sporne;) (skrót: Kv, Kvu) – jest buddyjskim tekstem, jedną z siedmiu ksiąg w Abhidhamma Pitace (pāli: abhidhammapiṭaka). Abhidhamma Pitaka jest z kolei jednym z "trzech koszy" (pāli: Tipiṭaka;) stanowiących Kanon palijski buddyzmu therawady. Kathavatthu jest przede wszystkim dokumentacją sporów dotyczących punktów doktryny, które były dyskutowane od czasów Króla Aśoki.

## Tłumaczenie angielskie Kathavatthu
Points of Controversy, tłum. S.Z. Aung & C.A.F. Rhys Davids (1915, 1993), Pali Text Society, Bristol.

## Pochodzenie tekstu
Kathavatthu zostało opracowane w celu wyjaśnienia kontrowersji dotyczących Dhammy, powstałych pomiędzy wczesnymi szkołami buddyjskimi. Część dysput na ich temat stała się powodem ustanowienia Trzeciego Soboru Buddyjskiego. Sobór ten powołał król Aśoka w III wieku p.n.e.
Zgodnie z tradycją, tekst ten opracował Czcig. Moggaliputta Tissa, będący liderem Trzeciego Soboru. Mówi się, że jest to zapis odpowiedzi, które starsi mnisi uznali za ortodoksyjne. W oparciu o lingwistykę, tematykę i strukturę tekstu, można wyciągnąć wniosek, że prawdopodobnie Moggaliputta Tissa jest autorem zaledwie początku tekstu. Dalsze części były dodawane później, w miarę jak pojawiały się dalsze spory i kontrowersje.

## Zawartość tekstu Kathavatthu
Kathavatthu dokumentuje ponad 200 punktów spornych. Dyskusje na ich temat są podzielone na cztery paṇṇāsaka (pol.: grupa pięćdziesięciu; ang.: group of 50). Każda paṇṇāsaka jest dalej podzielona na 20 rozdziałów (pāli: vagga). Po czterech paṇṇāsaka znajdują się jeszcze trzy dodatkowe vagga. 
Każdy rozdział (pāli: vagga) zawiera pytania i odpowiedzi, w oparciu o które są prezentowane, odpierane i ostatecznie odrzucane, kolejne "heretyckie" poglądy. Forma tych debat nie pozwala zidentyfikować uczestników. Nie wykracza poza debatę, nie starając się określić jednoznacznie, która ze stron miała rację.
Komentarze do Kathavatthu podają, że poglądy uznane za nieheretyckie, przyjęła szkoła therevady, a poglądy odrzucone przyjęła szkoła sarvastivady.

## Kanoniczność
Włączenie Kathavatthu do Abhidhamma Pitaki było czasem uważane za niewłaściwe. Po pierwsze, księga nie stanowi zapisu słów samego Buddy - autorstwo tradycyjnie przypisuje się Czcig. Moggaliputta Tissa. Nie jest to jednak całkowicie niezwykłe: księga Vinaya włącza zapisy z pierwszych dwóch Soborów, które też nie są słowami samego Buddy. Po drugie, główna część tekstu Kathavatthu różni się zasadniczo od innych tekstów Abhidhammy. To jednak też nie jest odosobnionym przypadkiem: Puggalapannatti (pāli: Puggalapańńatti) również jest w niej tekstem nietypowym.
Badacze czasem zwracają także uwagę na włączenie do Tipitaki (pāli: Tipiṭaka) niektórych wyraźnie późniejszych (względnie nowych) sekcji Kathavatthu. Wskazuje to, że Kanon palijski był o wiele bardziej "otwarty" niż czasem sądzono i daje pogląd na proces uznawania nowych części tekstu za kanoniczne. Również to nie jest czymś nietypowym - w Kanonie znajduje się całkiem dużo stosunkowo późnych zapisów. 

## Interpretacja
Debaty Kathavatthu są przez tradycję i wielu badaczy, rozumiane jako dysputy pomiędzy różnymi szkołami buddyzmu. Jednakże L.C. Cousins, uznawany przez Prof. Gombricha za czołowego badacza Abhidhammy, pisze:
"W duchowych tradycjach na całym świecie, instruktorzy często stosowali wyraźne sprzeczności jako metody treningu. Być może miało to na celu zwiększyć uważność ich uczniów lub poszerzyć i pogłębić pogląd na dany temat. Kanon palijski zawiera wiele wyraźnych przykładów stosowania takich metod. (W rzeczywistości Kathāvatthu nabiera większego sensu w tym właśnie kontekście, niż jako zapis kontrowersji powstałych pomiędzy szkołami)"